# José Raúl Vera López
José Raúl Vera López (ur. 21 czerwca 1945 w Acámbaro) – meksykański duchowny rzymskokatolicki, w latach 1999–2020 biskup Saltillo, 1988–1995 biskup Ciudad Altamirano, 1995–1999 biskup koadiutor San Cristóbal de Las Casas (nie skorzystał z prawa do następstwa).